# Водне поло на літніх Олімпійських іграх 2020 — жіночий турнір
Змагання з водного поло на літніх Олімпійських іграх 2020 року, що відбулись у Токійському плавальному центрі Тацумі у Токіо з 24 липня по 7 серпня.

## Кваліфікація
За правилами Міжнародної федерації плавання у змагання на літніх Олімпійських іграх 2020 року між національними жіночими збірними з водного поло допускається 10 команд.
| Турнір                                     | Дата              | Місце    | Кількість | Збірна     |
| ------------------------------------------ | ----------------- | -------- | --------- | ---------- |
| Приймаюча країна                           | Н/Д               | Н/Д      | 1         | Японія     |
| Світова ліга 2019                          | 4–9 червня 2019   | Угорщина | 1         | США        |
| Чемпіонат світу з водних видів спорту 2019 | 14–26 липня 2019  | Кванджу  | 1         | Іспанія    |
| Панамериканські ігри 2019                  | 4–10 серпня 2019  | Ліма     | 1         | Канада     |
| Океанія                                    | —                 | —        | 1         | Австралія  |
| Африка                                     | —                 | —        | 1         | ПАР        |
| Чемпіонат Європи 2020                      | 12–25 січня 2020  | Будапешт | 1         | ОКР        |
| Азійські ігри 2018                         | 16–21 серпня 2018 | Джакарта | 1         | КНР        |
| Світовий кваліфікаційний турнір 2020       | 19–24 січня 2021  | Трієст   | 2         | Угорщина   |
| Світовий кваліфікаційний турнір 2020       | 19–24 січня 2021  | Трієст   | 2         | Нідерланди |
| Всього                                     |                   |          | 10        |            |

## Регламент
Регламент змагань:
- 10 команд були поділені на 2 групи, які складаються з чотирьох команд кожна, команди зіграють між собою один матч.
- 8 команд проходять до чвертьфіналів.
- Переможці чвертьфіналів пройдуть до півфіналів. Переможені зіграють у класифікаційних іграх за 5-8 місця.
- Переможці півфіналів зіграють у фіналі, а переможені — у матчі за 3-є місце.

## Учасники
|   | Група A    | Група B  |
| - | ---------- | -------- |
| 1 | Австралія  | ОКР      |
| 2 | ПАР        | КНР      |
| 3 | Нідерланди | Угорщина |
| 4 | Іспанія    | США      |
| 5 | Канада     | Японія   |

## Груповий етап

### Група А
| Поз | Команда    | І | В | Н | П | ГЗ | ГП | РГ  | О | Кваліфікація |
| --- | ---------- | - | - | - | - | -- | -- | --- | - | ------------ |
| 1   | Іспанія    | 4 | 3 | 0 | 1 | 71 | 37 | +34 | 6 | Чвертьфінал  |
| 2   | Австралія  | 4 | 3 | 0 | 1 | 46 | 33 | +13 | 6 | Чвертьфінал  |
| 3   | Нідерланди | 4 | 3 | 0 | 1 | 75 | 41 | +34 | 6 | Чвертьфінал  |
| 4   | Канада     | 4 | 1 | 0 | 3 | 48 | 39 | +9  | 2 | Чвертьфінал  |
| 5   | ПАР        | 4 | 0 | 0 | 4 | 7  | 97 | −90 | 0 |              |

#### 1 тур
| 24 липня 2021 14:00 | Протокол | Канада                                   | 5 – 8 | Австралія  | Токійський плавальний центр Тацумі, Токіо |
| 24 липня 2021 14:00 | Протокол | Рахунок за періодами: 1-1, 2-4, 1-2, 1-1 |       |            | Токійський плавальний центр Тацумі, Токіо |
| 24 липня 2021 14:00 | Протокол | Еггенс 3                                 | Голів | Гелліган 3 | Токійський плавальний центр Тацумі, Токіо |

| 24 липня 2021 15:30 | Протокол | ПАР                                       | 4 – 29 | Іспанія | Токійський плавальний центр Тацумі, Токіо |
| 24 липня 2021 15:30 | Протокол | Рахунок за періодами: 2-5, 1-9, 1-5, 0-10 |        |         | Токійський плавальний центр Тацумі, Токіо |
| 24 липня 2021 15:30 | Протокол | Веддерберн 2                              | Голів  | Руїз 5  | Токійський плавальний центр Тацумі, Токіо |

#### 2 тур
| 26 липня 2021 18:20 | Протокол | Австралія                                | 15 – 12 | Нідерланди    | Токійський плавальний центр Тацумі, Токіо |
| 26 липня 2021 18:20 | Протокол | Рахунок за періодами: 3-3, 2-5, 5-2, 5-2 |         |               | Токійський плавальний центр Тацумі, Токіо |
| 26 липня 2021 18:20 | Протокол | 3 гравці по 3                            | Голів   | 4 гравці по 2 | Токійський плавальний центр Тацумі, Токіо |

| 26 липня 2021 19:50 | Протокол | Іспанія                                  | 14 – 10 | Канада         | Токійський плавальний центр Тацумі, Токіо |
| 26 липня 2021 19:50 | Протокол | Рахунок за періодами: 4-2, 2-2, 3-2, 5-3 |         |                | Токійський плавальний центр Тацумі, Токіо |
| 26 липня 2021 19:50 | Протокол | Ортіс 4                                  | Голів   | Лемей-Лавуає 3 | Токійський плавальний центр Тацумі, Токіо |

#### 3 тур
| 28 липня 2021 14:00 | Протокол | Канада                                   | 21 – 1 | ПАР    | Токійський плавальний центр Тацумі, Токіо |
| 28 липня 2021 14:00 | Протокол | Рахунок за періодами: 5-1, 4-0, 4-0, 8-0 |        |        | Токійський плавальний центр Тацумі, Токіо |
| 28 липня 2021 14:00 | Протокол | Саухі 4                                  | Голів  | Моїр 1 | Токійський плавальний центр Тацумі, Токіо |

| 28 липня 2021 15:30 | Протокол | Нідерланди                               | 14 – 13 | Іспанія | Токійський плавальний центр Тацумі, Токіо |
| 28 липня 2021 15:30 | Протокол | Рахунок за періодами: 2-3, 3-2, 3-2, 6-6 |         |         | Токійський плавальний центр Тацумі, Токіо |
| 28 липня 2021 15:30 | Протокол | ван де Краатс 6                          | Голів   | Еспар 4 | Токійський плавальний центр Тацумі, Токіо |

#### 4 тур
| 30 липня 2021 14:00 | Протокол | ПАР                                      | 1 – 33 | Нідерланди | Токійський плавальний центр Тацумі, Токіо |
| 30 липня 2021 14:00 | Протокол | Рахунок за періодами: 0-7, 0-9, 1-9, 0-8 |        |            | Токійський плавальний центр Тацумі, Токіо |
| 30 липня 2021 14:00 | Протокол | Веддерберн 1                             | Голів  | Кейнінг 6  | Токійський плавальний центр Тацумі, Токіо |

| 30 липня 2021 19:50 | Протокол | Іспанія                                  | 15 – 9 | Австралія        | Токійський плавальний центр Тацумі, Токіо |
| 30 липня 2021 19:50 | Протокол | Рахунок за періодами: 3-3, 4-3, 4-1, 4-2 |        |                  | Токійський плавальний центр Тацумі, Токіо |
| 30 липня 2021 19:50 | Протокол | Ортіс 5                                  | Голів  | Кірнс, Вебстер 2 | Токійський плавальний центр Тацумі, Токіо |

#### 5 тур
| 1 серпня 2021 15:30 | Протокол | Нідерланди                               | 16 – 12 | Канада     | Токійський плавальний центр Тацумі, Токіо |
| 1 серпня 2021 15:30 | Протокол | Рахунок за періодами: 4-4, 4-3, 3-2, 5-3 |         |            | Токійський плавальний центр Тацумі, Токіо |
| 1 серпня 2021 15:30 | Протокол | ван де Краатс 6                          | Голів   | Крістмас 4 | Токійський плавальний центр Тацумі, Токіо |

| 1 серпня 2021 19:50 | Протокол | Австралія                                | 14 – 1 | ПАР   | Токійський плавальний центр Тацумі, Токіо |
| 1 серпня 2021 19:50 | Протокол | Рахунок за періодами: 1-0, 6-1, 4-0, 3-0 |        |       | Токійський плавальний центр Тацумі, Токіо |
| 1 серпня 2021 19:50 | Протокол | 5 гравців по 2                           | Голів  | Вон 1 | Токійський плавальний центр Тацумі, Токіо |

### Група B
| Поз | Команда    | І | В | Н | П | ГЗ | ГП | РГ  | О | Кваліфікація |
| --- | ---------- | - | - | - | - | -- | -- | --- | - | ------------ |
| 1   | США        | 4 | 3 | 0 | 1 | 64 | 26 | +38 | 6 | Чвертьфінал  |
| 2   | Угорщина   | 4 | 2 | 1 | 1 | 46 | 43 | +3  | 5 | Чвертьфінал  |
| 3   | ОКР        | 4 | 2 | 1 | 1 | 53 | 61 | −8  | 5 | Чвертьфінал  |
| 4   | КНР        | 4 | 2 | 0 | 2 | 51 | 50 | +1  | 4 | Чвертьфінал  |
| 5   | Японія (H) | 4 | 0 | 0 | 4 | 44 | 78 | −34 | 0 |              |

#### 1 тур
| 24 липня 2021 18:20 | Протокол | Японія                                   | 4 – 25 | США                     | Токійський плавальний центр Тацумі, Токіо |
| 24 липня 2021 18:20 | Протокол | Рахунок за періодами: 3-8, 0-6, 1-7, 0-4 |        |                         | Токійський плавальний центр Тацумі, Токіо |
| 24 липня 2021 18:20 | Протокол | Койде 2                                  | Голів  | Харалабідіс, Стеффенс 5 | Токійський плавальний центр Тацумі, Токіо |

| 24 липня 2021 19:50 | Протокол | КНР                                      | 17 – 18 | ОКР          | Токійський плавальний центр Тацумі, Токіо |
| 24 липня 2021 19:50 | Протокол | Рахунок за періодами: 6-5, 4-4, 4-5, 3-4 |         |              | Токійський плавальний центр Тацумі, Токіо |
| 24 липня 2021 19:50 | Протокол | Вонг 4                                   | Голів   | Прокоф'єва 4 | Токійський плавальний центр Тацумі, Токіо |

#### 2 тур
| 26 липня 2021 14:00 | Протокол | США                                      | 12 – 7 | КНР          | Токійський плавальний центр Тацумі, Токіо |
| 26 липня 2021 14:00 | Протокол | Рахунок за періодами: 4-4, 2-2, 3-0, 3-1 |        |              | Токійський плавальний центр Тацумі, Токіо |
| 26 липня 2021 14:00 | Протокол | Фішер 3                                  | Голів  | Вонг, Чжан 2 | Токійський плавальний центр Тацумі, Токіо |

| 26 липня 2021 15:30 | Протокол | ОКР                                      | 10 – 10 | Угорщина            | Токійський плавальний центр Тацумі, Токіо |
| 26 липня 2021 15:30 | Протокол | Рахунок за періодами: 1-2, 3-5, 3-1, 3-2 |         |                     | Токійський плавальний центр Тацумі, Токіо |
| 26 липня 2021 15:30 | Протокол | Прокоф'єва 4                             | Голів   | Лейметер, Сіладьї 2 | Токійський плавальний центр Тацумі, Токіо |

#### 3 тур
| 28 липня 2021 14:00 | Протокол | Угорщина                                 | 10 – 9 | США         | Токійський плавальний центр Тацумі, Токіо |
| 28 липня 2021 14:00 | Протокол | Рахунок за періодами: 2-2, 3-3, 1-3, 4-1 |        |             | Токійський плавальний центр Тацумі, Токіо |
| 28 липня 2021 14:00 | Протокол | Паркс 3                                  | Голів  | Масселмен 3 | Токійський плавальний центр Тацумі, Токіо |

| 28 липня 2021 18:20 | Протокол | КНР                                      | 16 – 11 | Японія  | Токійський плавальний центр Тацумі, Токіо |
| 28 липня 2021 18:20 | Протокол | Рахунок за періодами: 5-2, 4-3, 4-3, 3-3 |         |         | Токійський плавальний центр Тацумі, Токіо |
| 28 липня 2021 18:20 | Протокол | Чжан 5                                   | Голів   | Аріма 3 | Токійський плавальний центр Тацумі, Токіо |

#### 4 тур
| 30 липня 2021 15:30 | Протокол | США                                      | 18 – 5 | ОКР         | Токійський плавальний центр Тацумі, Токіо |
| 30 липня 2021 15:30 | Протокол | Рахунок за періодами: 5-1, 4-2, 6-1, 3-1 |        |             | Токійський плавальний центр Тацумі, Токіо |
| 30 липня 2021 15:30 | Протокол | Харалабідіс, Стеффенс 4                  | Голів  | Симанович 2 | Токійський плавальний центр Тацумі, Токіо |

| 30 липня 2021 18:20 | Протокол | Японія                                   | 13 – 17 | Угорщина | Токійський плавальний центр Тацумі, Токіо |
| 30 липня 2021 18:20 | Протокол | Рахунок за періодами: 4-3, 3-4, 3-5, 3-5 |         |          | Токійський плавальний центр Тацумі, Токіо |
| 30 липня 2021 18:20 | Протокол | Аріма, Інаба 4                           | Голів   | Паркс 6  | Токійський плавальний центр Тацумі, Токіо |

#### 5 тур
| 1 серпня 2021 14:00 | Протокол | Угорщина                                 | 9 – 11 | КНР           | Токійський плавальний центр Тацумі, Токіо |
| 1 серпня 2021 14:00 | Протокол | Рахунок за періодами: 1-4, 1-3, 2-1, 5-3 |        |               | Токійський плавальний центр Тацумі, Токіо |
| 1 серпня 2021 14:00 | Протокол | Гурішатті 4                              | Голів  | 4 гравці по 2 | Токійський плавальний центр Тацумі, Токіо |

| 1 серпня 2021 18:20 | Протокол | ОКР                                      | 20 – 16 | Японія  | Токійський плавальний центр Тацумі, Токіо |
| 1 серпня 2021 18:20 | Протокол | Рахунок за періодами: 5-5, 7-3, 6-4, 2-4 |         |         | Токійський плавальний центр Тацумі, Токіо |
| 1 серпня 2021 18:20 | Протокол | Сержантова 4                             | Голів   | Аріма 5 | Токійський плавальний центр Тацумі, Токіо |

## Плей-оф
|  | Чвертьфінали | Чвертьфінали |          |     | Півфінали   | Півфінали   |  |  | Фінал    | Фінал |
|  |              |              |          |     |             |             |  |  |          |       |
|  | 3 серпня     |              |          |     |             |             |  |  |          |       |
|  |              |              |          |     |             |             |  |  |          |       |
|  | Іспанія      | 11           |          |     |             |             |  |  |          |       |
|  | Іспанія      | 11           | 5 серпня |     |             |             |  |  |          |       |
|  | КНР          | 7            |          |     |             |             |  |  |          |       |
|  | КНР          | 7            | Іспанія  | 8   |             |             |  |  |          |       |
|  | 3 серпня     |              | Іспанія  | 8   |             |             |  |  |          |       |
|  |              | Угорщина     | 6        |     |             |             |  |  |          |       |
|  | Нідерланди   | Угорщина     | 6        | 11  |             |             |  |  |          |       |
|  | Нідерланди   |              | 7 серпня | 11  |             |             |  |  |          |       |
|  | Угорщина     | 14           |          |     |             |             |  |  |          |       |
|  | Угорщина     | 14           | Іспанія  | 5   |             |             |  |  |          |       |
|  | 3 серпня     |              | Іспанія  | 5   |             |             |  |  |          |       |
|  |              | США          | 14       |     |             |             |  |  |          |       |
|  | Австралія    | США          | 14       | 8   |             |             |  |  |          |       |
|  | Австралія    | 5 серпня     |          | 8   |             |             |  |  |          |       |
|  | ОКР          | 9            |          |     |             |             |  |  |          |       |
|  | ОКР          | 9            | ОКР      | 11  | Третє місце | Третє місце |  |  |          |       |
|  | 3 серпня     |              | ОКР      | 11  | Третє місце | Третє місце |  |  |          |       |
|  |              | США          | 15       |     |             |             |  |  |          |       |
|  | Канада       | США          | 15       | 5   | Угорщина    | 11          |  |  |          |       |
|  | Канада       |              |          | 5   | Угорщина    | 11          |  |  |          |       |
|  | США          | 16           |          | ОКР | 9           |             |  |  |          |       |
|  | США          | 16           |          |     | 9           |             |  |  |          |       |
|  |              |              |          |     |             |             |  |  | 7 серпня |       |
|  |              |              |          |     |             |             |  |  |          |       |

Матч за 5-е місце
|  | 5–8 місця півфінали | 5–8 місця півфінали |              |        | за 5-е місце | за 5-е місце |
|  |                     |                     |              |        |              |              |
|  | 5 серпня            |                     |              |        |              |              |
|  |                     |                     |              |        |              |              |
|  | КНР                 | 6                   |              |        |              |              |
|  | КНР                 | 6                   | 7 серпня     |        |              |              |
|  | Нідерланди          | 13                  |              |        |              |              |
|  | Нідерланди          | 13                  | Нідерланди   | 7      |              |              |
|  | 5 серпня            |                     | Нідерланди   | 7      |              |              |
|  |                     | Австралія           | 14           |        |              |              |
|  | Австралія (пен. )   | Австралія           | 14           | 10 (4) |              |              |
|  | Австралія (пен. )   |                     |              | 10 (4) |              |              |
|  | Канада              | 10 (2)              |              |        |              |              |
|  | Канада              | 10 (2)              | за 7-е місце |        |              |              |
|  |                     |                     |              |        |              |              |
|  | 7 серпня            |                     |              |        |              |              |
|  |                     |                     |              |        |              |              |
|  | КНР                 | 7                   |              |        |              |              |
|  | КНР                 | 7                   |              |        |              |              |
|  | Канада              | 16                  |              |        |              |              |

### Чвертьфінали
| 3 серпня 2021 14:00 | Протокол | Канада                                   | 5 – 16 | США           | Токійський плавальний центр Тацумі, Токіо |
| 3 серпня 2021 14:00 | Протокол | Рахунок за періодами: 1–7, 2–4, 0–0, 2–5 |        |               | Токійський плавальний центр Тацумі, Токіо |
| 3 серпня 2021 14:00 | Протокол | ла Роше 2                                | Голів  | 3 гравці по 3 | Токійський плавальний центр Тацумі, Токіо |

| 3 серпня 2021 15:30 | Протокол | Іспанія                                  | 11 – 7 | КНР       | Токійський плавальний центр Тацумі, Токіо |
| 3 серпня 2021 15:30 | Протокол | Рахунок за періодами: 5–2, 4–3, 2–1, 0–1 |        |           | Токійський плавальний центр Тацумі, Токіо |
| 3 серпня 2021 15:30 | Протокол | Форса 4                                  | Голів  | Цзевень 2 | Токійський плавальний центр Тацумі, Токіо |

| 3 серпня 2021 18:20 | Протокол | Нідерланди                               | 11 – 14 | Угорщина   | Токійський плавальний центр Тацумі, Токіо |
| 3 серпня 2021 18:20 | Протокол | Рахунок за періодами: 3–4, 4–4, 2–2, 2–4 |         |            | Токійський плавальний центр Тацумі, Токіо |
| 3 серпня 2021 18:20 | Протокол | ван де Краатс 4                          | Голів   | Лейметер 4 | Токійський плавальний центр Тацумі, Токіо |

| 3 серпня 2021 19:50 | Протокол | Австралія                                | 8 – 9 | ОКР           | Токійський плавальний центр Тацумі, Токіо |
| 3 серпня 2021 19:50 | Протокол | Рахунок за періодами: 2–4, 2–2, 2–2, 2–1 |       |               | Токійський плавальний центр Тацумі, Токіо |
| 3 серпня 2021 19:50 | Протокол | Арміт, Гелліган 2                        | Голів | 3 гравці по 2 | Токійський плавальний центр Тацумі, Токіо |

### 5–8 місця півфінали
| 5 серпня 2021 14:00 | Протокол | КНР                                      | 6 – 13 | Нідерланди | Токійський плавальний центр Тацумі, Токіо |
| 5 серпня 2021 14:00 | Протокол | Рахунок за періодами: 0–1, 2–5, 1–2, 3–5 |        |            | Токійський плавальний центр Тацумі, Токіо |
| 5 серпня 2021 14:00 | Протокол | Цзевень 2                                | Голів  | Кейнінг 5  | Токійський плавальний центр Тацумі, Токіо |

| 5 серпня 2021 18:20 | Протокол | Австралія                                              | 14 – 12 | Канада        | Токійський плавальний центр Тацумі, Токіо |
| 5 серпня 2021 18:20 | Протокол | Рахунок за періодами: 2–3, 3–2, 3–3, 2–2 Пенальті: 4–2 |         |               | Токійський плавальний центр Тацумі, Токіо |
| 5 серпня 2021 18:20 | Протокол | Аранчіні 5                                             | Голів   | 4 гравці по 2 | Токійський плавальний центр Тацумі, Токіо |

### Півфінали
| 5 серпня 2021 15:30 | Протокол | ОКР                                      | 11 – 15 | США         | Токійський плавальний центр Тацумі, Токіо |
| 5 серпня 2021 15:30 | Протокол | Рахунок за періодами: 3–2, 4–4, 2–5, 2–4 |         |             | Токійський плавальний центр Тацумі, Токіо |
| 5 серпня 2021 15:30 | Протокол | Берснева 3                               | Голів   | Масселмен 5 | Токійський плавальний центр Тацумі, Токіо |

| 5 серпня 2021 19:50 | Протокол | Іспанія                                  | 8 – 6 | Угорщина  | Токійський плавальний центр Тацумі, Токіо |
| 5 серпня 2021 19:50 | Протокол | Рахунок за періодами: 2–0, 3–2, 3–2, 0–2 |       |           | Токійський плавальний центр Тацумі, Токіо |
| 5 серпня 2021 19:50 | Протокол | А. Еспар 3                               | Голів | Сіладьї 3 | Токійський плавальний центр Тацумі, Токіо |

### Матч за 7-е місце
| 7 серпня 2021 09:30 | Протокол | КНР                                      | 7 – 16 | Канада     | Токійський плавальний центр Тацумі, Токіо |
| 7 серпня 2021 09:30 | Протокол | Рахунок за періодами: 3–4, 2–5, 1–4, 1–3 |        |            | Токійський плавальний центр Тацумі, Токіо |
| 7 серпня 2021 09:30 | Протокол | Чжан 4                                   | Голів  | Крістмас 4 | Токійський плавальний центр Тацумі, Токіо |

### Матч за 5-е місце
| 7 серпня 2021 11:00 | Протокол | Нідерланди                               | 7 – 14 | Австралія | Токійський плавальний центр Тацумі, Токіо |
| 7 серпня 2021 11:00 | Протокол | Рахунок за періодами: 1–5, 1–3, 2–3, 3–3 |        |           | Токійський плавальний центр Тацумі, Токіо |
| 7 серпня 2021 11:00 | Протокол | ван де Краатс 3                          | Голів  | Гоферс 3  | Токійський плавальний центр Тацумі, Токіо |

### Матч за третє місце
| 7 серпня 2021 13:40 | Протокол | Угорщина                                 | 11 – 9 | ОКР           | Токійський плавальний центр Тацумі, Токіо |
| 7 серпня 2021 13:40 | Протокол | Рахунок за періодами: 2–2, 5–3, 0–3, 4–1 |        |               | Токійський плавальний центр Тацумі, Токіо |
| 7 серпня 2021 13:40 | Протокол | Валій 3                                  | Голів  | 3 гравці по 2 | Токійський плавальний центр Тацумі, Токіо |

### Фінал
| 7 серпня 2021 16:30 | Протокол | Іспанія                                  | 5 – 14 | США         | Токійський плавальний центр Тацумі, Токіо |
| 7 серпня 2021 16:30 | Протокол | Рахунок за періодами: 1–4, 3–3, 0–5, 1–2 |        |             | Токійський плавальний центр Тацумі, Токіо |
| 7 серпня 2021 16:30 | Протокол | Гарсія 2                                 | Голів  | Масселмен 3 | Токійський плавальний центр Тацумі, Токіо |

## Підсумкова таблиця
| Місце | Збірна     |
| ----- | ---------- |
|       | США        |
|       | Іспанія    |
|       | Угорщина   |
| 4     | ОКР        |
| 5     | Австралія  |
| 6     | Нідерланди |
| 7     | Канада     |
| 8     | КНР        |
| 9     | Японія     |
| 10    | ПАР        |